# Fleury-sur-Loire
Fleury-sur-Loire és un municipi francès, situat al departament del Nièvre i a la regió de Borgonya - Franc Comtat. L'any 2007 tenia 240 habitants.

## Demografia

### Població
El 2007 la població de fet de Fleury-sur-Loire era de 240 persones. Hi havia 96 famílies, de les quals 32 eren unipersonals (20 homes vivint sols i 12 dones vivint soles), 28 parelles sense fills, 24 parelles amb fills i 12 famílies monoparentals amb fills.
La població ha evolucionat segons el següent gràfic:
Habitants censats

### Habitatges
El 2007 hi havia 135 habitatges, 100 eren l'habitatge principal de la família, 15 eren segones residències i 20 estaven desocupats. 128 eren cases i 6 eren apartaments. Dels 100 habitatges principals, 78 estaven ocupats pels seus propietaris, 20 estaven llogats i ocupats pels llogaters i 2 estaven cedits a títol gratuït; 7 tenien dues cambres, 23 en tenien tres, 25 en tenien quatre i 45 en tenien cinc o més. 80 habitatges disposaven pel capbaix d'una plaça de pàrquing. A 50 habitatges hi havia un automòbil i a 45 n'hi havia dos o més.

### Piràmide de població
La piràmide de població per edats i sexe el 2009 era:
| Homes | Edats   | Dones |
| ----- | ------- | ----- |
| 0     | 95 o +  | 4     |
| 4     | 90 a 94 | 0     |
| 0     | 85 a 89 | 4     |
| 0     | 80 a 84 | 0     |
| 4     | 75 a 79 | 0     |
| 4     | 70 a 74 | 0     |
| 4     | 65 a 69 | 4     |
| 4     | 60 a 64 | 4     |
| 8     | 55 a 59 | 0     |
| 4     | 50 a 54 | 4     |
| 16    | 45 a 49 | 12    |
| 4     | 40 a 44 | 8     |
| 4     | 35 a 39 | 0     |
| 0     | 30 a 34 | 8     |
| 4     | 25 a 29 | 0     |
| 8     | 20 a 24 | 8     |
| 8     | 15 a 19 | 4     |
| 0     | 10 a 14 | 4     |
| 4     | 5 a 9   | 0     |
| 0     | 0 a 4   | 8     |

## Economia
El 2007 la població en edat de treballar era de 162 persones, 117 eren actives i 45 eren inactives. De les 117 persones actives 109 estaven ocupades (60 homes i 49 dones) i 8 estaven aturades (3 homes i 5 dones). De les 45 persones inactives 19 estaven jubilades, 14 estaven estudiant i 12 estaven classificades com a «altres inactius».

### Ingressos
El 2009 a Fleury-sur-Loire hi havia 101 unitats fiscals que integraven 238 persones, la mediana anual d'ingressos fiscals per persona era de 16.360 €.

### Activitats econòmiques
Dels 8 establiments que hi havia el 2007, 1 era d'una empresa alimentària, 1 d'una empresa de fabricació d'altres productes industrials, 2 d'empreses de construcció, 1 d'una empresa de transport, 2 d'entitats de l'administració pública i 1 d'una empresa classificada com a «altres activitats de serveis».
L'únic servei als particulars que hi havia el 2009 era un guixaire pintor.
L'únic establiment comercial que hi havia el 2009 era una fleca.
L'any 2000 a Fleury-sur-Loire hi havia 14 explotacions agrícoles que ocupaven un total de 882 hectàrees.

## Equipaments sanitaris i escolars
El 2009 hi havia una escola elemental integrada dins d'un grup escolar amb les comunes properes formant una escola dispersa.

## Poblacions més properes
El següent diagrama mostra les poblacions més properes.